# Gój
A gój (héberül: גוי), többes számban gójim (héberül: גוים vagy גויים) héber szó, eredeti jelentése nép vagy nemzet. Mai jelentése „nem zsidó”.

## A gój szó az Ószövetségben
Az Ószövetség korai könyveiben egyaránt használták a zsidókra és más népekre vagy országokra. Mózes első könyvében az Úr azt mondja Ábrahámnak: „És nagy nemzetté (gój gadol) tészlek, és megáldalak téged, és felmagasztalom a te nevedet, és áldás leszesz.” A későbbiekben inkább egyre inkább az Izraelt körülvevő, nem zsidó népeket kezdte jelenteni.

## Középkori használata
A középkorban a gój szó jelentése fokozatosan átalakult nem zsidó népből nem zsidó (vallású) személlyé.

## Modern használata
A gój mai jelentése nem zsidó; általában pejoratív felhangja van. Amikor nem zsidók használják magukra, gyakran a zsidó nép vélt kirekesztő voltát és a velük való szembenállást hangsúlyozó, esetenként antiszemita célzás, például a Gój Motoros Egyesület vagy a Lelkiismeret ’88 által szervezett fővárosi goj-találkozók nevében.
A héber és jiddis nyelvben a gój semleges kifejezés, az angol gentile megfelelője.
A sábeszgój az a nem zsidó vallású segítő, aki sábátkor elvégzi azokat a feladatokat, amik egy ortodox zsidónak tilosak.

## A nemzsidók megítélése a zsidó vallásban
A nemzsidókra nem vonatkoznak a zsidó vallás előírásai, a Talmud szerint azonban nekik is be kell tartaniuk Noé hét törvényét; akik ezt teszik, azoknak helye lesz az Olám HáBában (aminek jelentése; az eljövendő világ, vagyis a túlvilág), a mennyország zsidó megfelelőjében.